# Công ty cổ phần
Công ty cổ phần là một dạng pháp nhân có trách nhiệm hữu hạn, được thành lập và tồn tại độc lập đối với những chủ thể sở hữu nó. Vốn của công ty được chia nhỏ thành những phần bằng nhau gọi là cổ phần và được phát hành huy động vốn tham gia của các nhà đầu tư.

## Nguyên tắc cơ cấu
Công ty cổ phần là một thể chế kinh doanh, một loại hình doanh nghiệp hình thành, tồn tại và phát triển bởi sự góp vốn của nhiều cổ đông. Trong công ty cổ phần, số vốn điều lệ của công ty được chia nhỏ thành các phần bằng nhau gọi là cổ phần. Các cá nhân hay tổ chức sở hữu cổ phần được gọi là cổ đông. Cổ đông được cấp một giấy chứng nhận sở hữu cổ phần gọi là cổ phiếu. Chỉ có công ty cổ phần mới được phát hành cổ phiếu, còn công ty trách nhiệm hữu hạn thì không có điều này (Chỉ có công ty cổ phần mới được giao dịch trên sàn chứng khoán, còn công ty trách nhiệm hữu hạn thì không có điều này). Như vậy, cổ phiếu chính là một bằng chứng xác nhận quyền sở hữu của một cổ đông đối với một Công ty Cổ phần và cổ đông là người có cổ phần thể hiện bằng cổ phiếu. Công ty cổ phần là một trong loại hình công ty căn bản tồn tại trên thị trường và nhất là để niêm yết trên thị trường chứng khoán.
Bộ máy các công ty cổ phần được cơ cấu theo luật pháp và điều lệ công ty với nguyên tắc cơ cấu nhằm đảm bảo tính chuẩn mực, minh bạch và hoạt động có hiệu quả.
Công ty Cổ phần phải có Đại hội đồng Cổ đông, Hội đồng Quản trị và Ban Điều hành. Đối với công ty cổ phần có trên mười một cổ đông là cá nhân hoặc tổ chức sở hữu trên 50% tổng số cổ phần của công ty phải có Ban Kiểm soát.

## Cơ cấu thể chế
Khái niệm công ty cổ phần được xem đồng nghĩa với công ty đại chúng bởi cấu trúc, mục tiêu và tính chất của nó. Quy định trong một số bộ luật, trong đó có Luật Việt Nam ghi rõ công ty cổ phần cần có tối thiểu 3 cổ đông, bất kể đó là pháp nhân hay thể nhân. Tuy nhiên, các quy định đối với một công ty niêm yết thường yêu cầu công ty phải có số cổ đông lớn hơn nhiều. Các quy định cụ thể của cả sáu sàn chứng khoán Hoa Kỳ đều cho thấy điều này, từ các sàn sơ khai như Pink Sheet, OTCBB, NASDAQ, NYSE; trong đó OTCBB yêu cầu công ty ít nhất có 40 cổ đông, còn NYSE lại yêu cầu công ty phải có ít nhất 2.000 cổ đông.
Cơ quan tối cao của các công ty cổ phần là Đại hội đồng Cổ đông. Các cổ đông sẽ tiến hành bầu ra Hội đồng Quản trị với Chủ tịch Hội đồng Quản trị, các Phó Chủ tịch và thành viên (kiêm nhiệm và không kiêm nhiệm). Sau đó, Hội đồng quản trị sẽ tiến hành thuê, bổ nhiệm Giám đốc (Tổng giám đốc) và/ hoặc Giám đốc điều hành. Hội đồng này cũng có thể tiến hành thuê, bổ nhiệm các Phó Giám đốc (Phó Tổng Giám đốc) hoặc ủy quyền cho Ban Giám đốc (công ty) làm việc này.
Quan hệ giữa Hội đồng Quản trị và Ban giám đốc là quan hệ quản trị công ty. Quan hệ giữa Ban giám đốc và cấp dưới, người lao động nói chung là quan hệ quản lý. Xung quanh vấn đề quan hệ giữa các chủ sở hữu là cổ đông của công ty và những người quản lý thông thường cần được tách bạch và kể cả các đại cổ đông cũng không nhất nhất là được hay có thể tham gia quản lý công ty. Để đảm bảo khách quan, nhiều công ty đã quy định chặt chẽ về điều này.